# Caballar (kommunhuvudort)
Caballar är en kommunhuvudort i Spanien.   Den ligger i provinsen Provincia de Segovia och regionen Kastilien och Leon, i den centrala delen av landet, 80 km norr om huvudstaden Madrid. Caballar ligger 1 006 meter över havet och antalet invånare är 109.
Terrängen runt Caballar är lite kuperad.Runt Caballar är det glesbefolkat, med 8 invånare per kvadratkilometer. Närmaste större samhälle är La Cuesta, 4,3 km söder om Caballar. Trakten runt Caballar består i huvudsak av gräsmarker.